# Tanychora beipiaoensis
Tanychora beipiaoensis är en stekelart som beskrevs av Zhang och Alexandr Rasnitsyn 2003. Tanychora beipiaoensis ingår i släktet Tanychora och familjen brokparasitsteklar. Inga underarter finns listade i Catalogue of Life.